# 罗恩·利文斯通
乔治·罗纳德·利文斯通（英語：George Ronald Livingstone，1925年10月9日—1991年8月26日），美国NBA联盟前职业篮球运动员。他在1949年的NBA选秀中第1轮第6顺位被巴尔的摩子弹选中。